# Utrecht University School of Economics
A Escola Universitária de Economia de Utrecht (em inglês: Utrecht University School of Economics, USE) é um departamento da Faculdade de Economia, Direito e Administração Pública da Universidade de Utrecht, na respectiva cidade dos Países Baixos.
O departamento está dividido em três institutos: duas para os graus de bacharelado(pt-br)/licenciatura(pt) e pós-graduações (oferece programas de mestrado) e uma terceira, o Instituto Tjalling Charles Koopmans (sigla TKI) que realiza investigação académica e é responsável pela supervisão das actividades de investigação dos programas de mestrado (en:MPhil).
A USE tem por missão tornar-se um centro de reconhecida excelência no domínio da Economia multidisciplinar, comprometido com a educação e a investigação. Forte ênfase nas dimensões institucionais, históricas e espaciais das questões económicas, bem como na cooperação e/ou integração entre a teoria económica geral e a Gestão .
À excepção de dois outros estabelecimentos de ensino (o Colégio Universitário de Utrecht e a Academia Roosevelt), a USE é por agora o único departamento da Universidade de Utrecht que disponibiliza um programa de licenciatura leccionado em inglês. Enquanto os docentes têm a cargo o ensino e a investigação, os estudantes beneficiam de um regime de acompanhamento ou tutoria e são testados continuamente através de trabalhos empíricos e de ensaios ou dissertações.
A Associação de Estudantes, ECU'92, representa os alunos, participa nos processos de decisão do departamento e organiza eventos, frequentemente em conjunto com a Universidade. Mesmo sendo uma associação de estudantes, trabalha de modo profissional e as suas conferências têm contado com a presença de individualidades dos meios político e empresarial. A Feira de Emprego constitui um fórum para o contacto entre estudantes da USE e companhias Neerlandesas. A ECU'92 publica ainda The Ecunomist, cujo título é uma paródia à publicação semanal Britânica The Economist.